# شاطئ الغرام (فلم)
شاطئ الغرام فيلم مصري تم إنتاجه عام 1950، من إخراج هنري بركات وبطولة ليلى مراد وحسين صدقي وتحية كاريوكا وصلاح منصور ومحسن سرحان.

## قصة الفيلم
عادل شاب ثرى يعتقد أن الحب كلمة لا معنى لها ، فيصرف شبابه لاهيًا بين حلبات السباق وملاهي الرقص ، وأحضان الغانيات ، يقع أثناء تواجده على شاطئ مرسى مطروح بالمدرسة الحسناء ليلى ، يقع في هواها فيطاردها لى كل مكان ، تبادله الحب ، يطلب من والدها أن يتزوجها ، يوافق الوالد موظف التلغراف بعد تردد للفارق المادي بينهما ، يعود بها عادل إلى القاهرة ، تفاجأ عمته وزوجها بزواجه المفاجئ ، وهى التي خططت لتزوجه ابنتها منى حتى يمكن لها وبثروته تسديد ديونهم وينتشلهم من الأفلاس المؤكد ، من جهة آخرى تطارده عشيقته سهير بعد هذا الزواج المفاجئ والذي كان أملها أن يتزوجها ، تبدأ العمة في تدبير الخطط لإفشال هذا الزواج إلا أن خططها تحبط ، ولم يكن أمامها سوى خطة واحدة ان تثبت خيانة ليلى ، وتنجح في ذلك ، ويصدق الزوج هذه الخطة ، يطردها من منزلها لتعود إلى والدها في مرسى مطروح ، يعلم صديقه بذلك فلا يصدق خيانة الزوجة ، وأخيرا يعلم أن وراء هذا عمة الشاب وانها تطمع في ثروته وترى الأمل أن يتزوج ابنتها ، يرى ان يصحح خطأه فيسافر إلى مرسى مطروح ويعيد زوجته مرة أخرى للقاهرة ، بعد ان اهتدى للحقيقة.

## بطولة

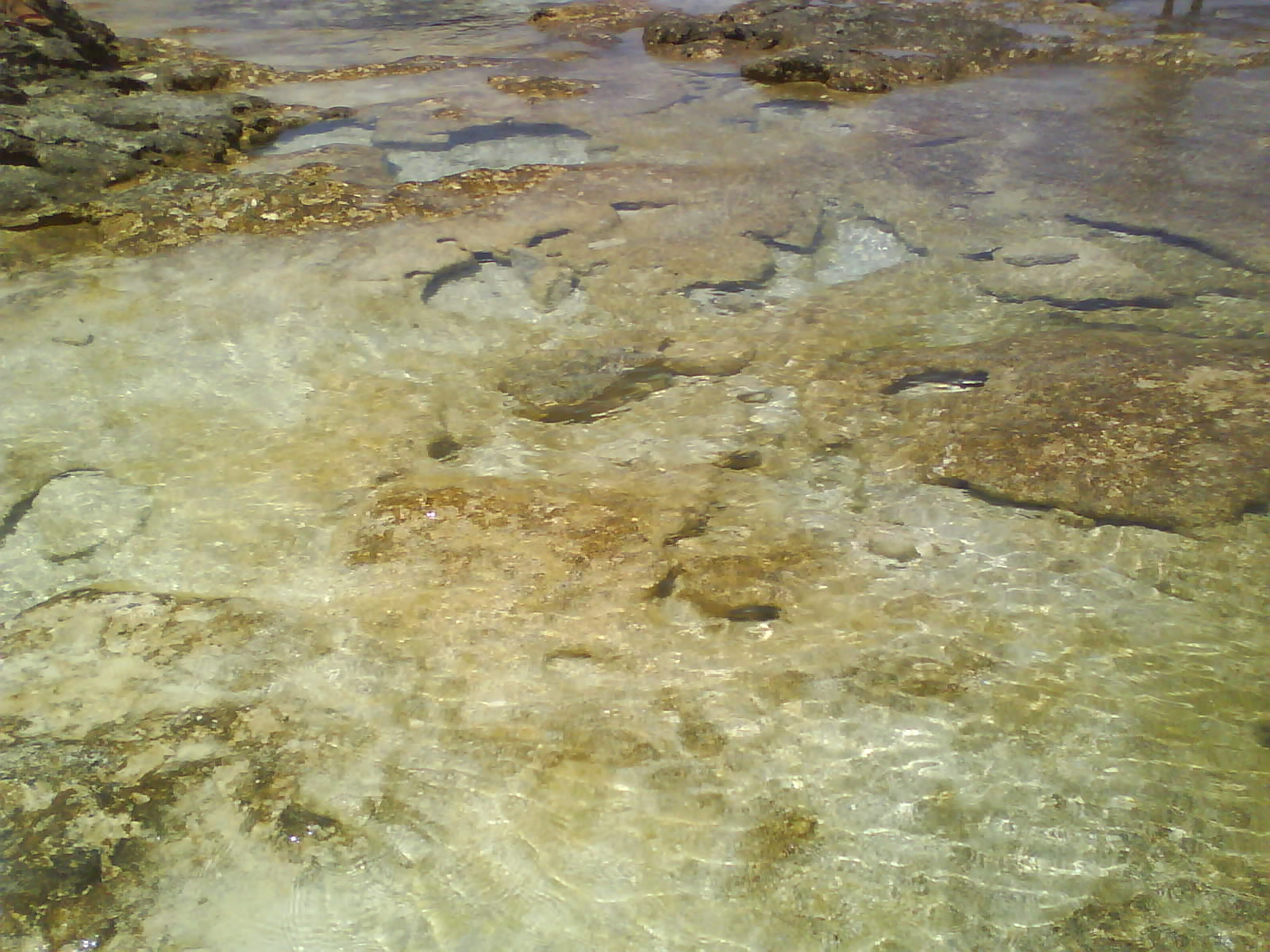
مياه البحر في شاطئ الغرام.

- ليلى مراد
- حسين صدقي
- تحية كاريوكا
- صلاح منصور
- محسن سرحان
- ميمي شكيب
- سميحة أيوب
- استيفان روستي
- شفيق نور الدين
- منى
- وداد حمدي
- إدمون تويما
- زكي إبراهيم
- جمعة إدريس

## أغاني الفيلم
في الفيلم ست أغانٍ كما هو موضح في عناوين الفيلم.
| الأغنية             | المؤلف           | الملحن          |
| ------------------- | ---------------- | --------------- |
| المية والهوا        | صالح جودت        | أحمد صدقي       |
| ياختي عليه          | مأمون الشناوي    | محمد القصبجي    |
| يا مسافر وناسي هواك | صالح جودت        | أحمد صدقي       |
| نعيماً يا حبيبي      | صالح جودت        | محمد القصبجي    |
| يا أعز من عيني      | مأمون الشناوي    | محمد فوزي       |
| يا ربي              | مصطفى عبد الرحمن | محمد عبد الوهاب |

## وصلات خارجية
- مقالات تستعمل روابط فنية بلا صلة مع ويكي بيانات